# Kabedon

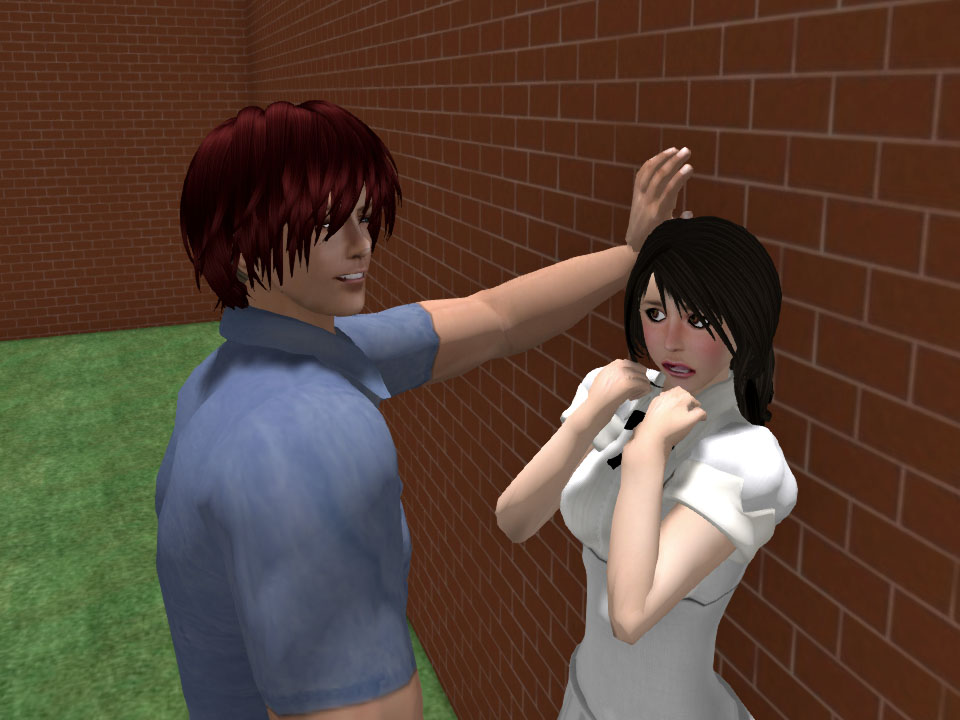
Kabedon zademonstrowany w Second Life

Kabedon (jap. 壁ドン, kabe „ściana” i don „uderzenie”) – motyw wykorzystywany w mandze i anime, w którym mężczyzna przyciska dziewczynę lub młodą kobietę do ściany, uniemożliwiając jej ucieczkę, a gdy jego dłoń uderza w ścianę, wydaje charakterystyczny dźwięk „don”. Kabedon zyskał popularność jako „sprytny sposób na wyznanie uczuć”, tworzący intymną atmosferę.

## Geneza
Termin kabedon pojawił się po raz pierwszy w 2008 roku, kiedy seiyū Ryōko Shintani opisała go jako „uroczą sytuację”. Zyskał popularność dzięki shōjo-mandze L DK autorstwa Ayu Watanabe oraz filmowi live action na jej podstawie, który ukazał się w kwietniu 2014. Od tego czasu kabedon stał się powszechnie znanym motywem, pojawiającym się w wielu innych mangach.